# Phelsuma pusilla
Phelsuma pusilla este o specie de șopârle din genul Phelsuma, familia Gekkonidae, descrisă de Mertens 1964. A fost clasificată de IUCN ca specie cu risc scăzut.

## Subspecii
Această specie cuprinde următoarele subspecii:
- P. p. pusilla
- P. p. hallmanni